# Frank G. Hirschmann
Frank G. Hirschmann (* 17. September 1955 in Duisburg; † 30. Oktober 2021) war ein deutscher Historiker, der vor allem mit Arbeiten zur Stadt im Mittelalter hervorgetreten ist.

## Leben und Wirken
Frank G. Hirschmann besuchte von 1961 bis 1966 die katholische Volksschule in Duisburg-Buchholz, von 1966 bis 1967 das  Gymnasium Duisburg-Süd und von 1967 bis 1973 das staatliche Westerwald-Gymnasium in Altenkirchen. Er studierte von 1973 bis 1980 Französisch, Spanisch und Englisch an den Universitäten in Bonn, Köln, Tours und Granada. Er legte 1981 das Erste Staatsexamen in Bonn ab. Ein Jahr später folgte in Bonn das Magisterexamen. Er studierte von 1988 bis 1994 Geschichte an der Universität Trier. Er war dort von 1989 bis 1991 wissenschaftliche Hilfskraft. Dort wurde er 1994 promoviert mit der Arbeit Verdun im hohen Mittelalter: Eine lothringische Kathedralstadt und ihr Umland im Spiegel der geistlichen Institutionen. 1999 habilitierte er sich in Trier mit der Arbeit Stadtplanung, Bauprojekte und Großbaustellen im 10. und 11. Jahrhundert. Vergleichende Studien zu den Kathedralstädten westlich des Rheins.
Von 1997 bis 2004 war er erster Vorsitzender des Tuchfabrik-Dachverbands. Von 1999 bis 2001 war er mit Alfred Haverkamp Projektleiter des von der Volkswagenstiftung finanzierten Projektes Die Champagne als innovative Region und die deutschen Lande im hohen Mittelalter. Er hatte 2002 ein Forschungsstipendium am Deutschen Historischen Institut Paris. Von 2003 bis 2004 war er Kurator der historischen Ausstellung „Der Petrisberg - Triers Ursprung und Zukunft“ im Rahmen der Landesgartenschau 2004. Im Sommersemester 2004 an der Universität des Saarlandes und im Wintersemester 2005/06 an der Universität Trier hatte er Lehrstuhlvertretungen inne. Von 2004 bis 2007 war er Kurator der neuen stadtgeschichtlichen Ausstellung des Stadtmuseums Simeonstift Trier. Ab 2006 war er außerplanmäßiger Professor in Trier. Im Sommersemester 2007 war er Lehrbeauftragter an der Universität Koblenz-Landau. Außerdem arbeitete er für diverse Museen sowie die Trierer Tourismus und Marketing GmbH und zahlreiche andere Institutionen. Von 2007 bis 2020 war er Lehrbeauftragter an der Universität Heidelberg. Hirschmann starb Ende Oktober 2021 im Alter von 66 Jahren.
Seine Forschungsschwerpunkte waren die vergleichende Stadtgeschichte, die geistlichen Institutionen sowie die Geschichte der Rheinlande, der Niederen Lande und Nordfrankreichs. Außerdem fungierte er als Regisseur für zahlreiche Theater- und Musiktheaterproduktionen. Er legte 2009 für die Enzyklopädie deutscher Geschichte einen Band zur Stadt im Mittelalter vor.

## Schriften
- mit Wolfgang Heckenbach: Weltsprache Französisch. Kommentierte Bibliographie zur Frankophonie 1945–78 (= Tübinger Beiträge zur Linguistik. Bd. 139). Tübingen 1979.
- Verdun im hohen Mittelalter. Eine lothringische Kathedralstadt und ihr Umland im Spiegel der geistlichen Institutionen (= Trierer Historische Forschungen. Bd. 27). 3 Bde., Trier 1996.
- Stadtplanung, Bauprojekte und Großbaustellen im 10. und 11. Jahrhundert. Vergleichende Studien zu den Kathedralstädten westlich des Rheins  (= Monographien zur Geschichte des Mittelalters. Bd. 43). Hiersemann, Stuttgart 1998, ISBN 3-7772-9820-4.
- mit Monika Escher: Die urbanen Zentren des hohen Mittelalters. Vergleichende Untersuchungen zu Städten und Städtelandschaften im Westen des Reiches und in Ostfrankreich. Kommentiertes Kartenwerk mit Ortslexikon, 3 Bde., Trier 2005 (= Trierer Historische Forschungen, 50).
- mit Gerold Bönnen: Klöster und Stifte 1215 bis 1520, Karte und Beiheft IX.1.2 des Geschichtlichen Atlas der Rheinlande, Köln 2006.
- Die Stadt im Mittelalter. Oldenbourg Verlag, München 2009 (= Enzyklopädie deutscher Geschichte. Bd. 84); 2., aktualisierte und erweiterte Auflage Berlin/Boston 2016.
- Die Anfänge des Städtewesens in Mitteleuropa. Die Bischofssitze des Reiches bis ins 12. Jahrhundert (= Monographien zur Geschichte des Mittelalters. Bd. 59). 3 Bde., Hiersemann, Stuttgart 2011/2012
- mit Romain Maréchal: Die heilige Kaiserin Kunigunde von Luxemburg. Verlag Michael Weyand, Trier 2014, ISBN 978-3-942429-07-8.
- mit Beatrix Bouvier: Die Familien Marx und von Westphalen. Lebenswege von den Großeltern bis zu den Töchtern. Stadtmuseum Simeonstift, Trier 2018.